# Ipkovich György
Ipkovich György (Szombathely, 1954. március 17. –) magyar politikus, ügyvéd. A Nyugat-dunántúli Regionális Fejlesztési Tanács társelnöke, a Magyar Olimpiai Bizottság tagja, a Martinus Vallási egyesület alapító tagja, a Savaria Legi Hagyományőrző Egyesület alapítótagja és alelnöke, az Apáczai Csere János Alapítvány kuratóriumának, a Szombathelyi Közalapítvány kuratóriumának, a Vasi Munkás Horgászegyesület, a Vas Megyei Ügyvédi Kamara, valamint a Magyar Jogász Egylet Vas Megyei Szervezetének tagja.

## Életpályája

### Iskolái
Az általános és középiskolai tanulmányait is Szombathelyen végezte el. 1972-ben érettségizett a Szombathelyi Nagy Lajos Gimnáziumban. 1973-ban felvették az ELTE ÁJTK szakára. 1974-től a Kollégium Jogász Diákbizottság tagja, 1979-ig titkára volt. 1979-ben végzett az ELTE Állam- és Jogtudományi Karán.

### Pályafutása
1973–1974 között előfelvételis katonaként szolgált Kalocsán. 1979–1990 között Szombathelyen, a városi ügyészségen, majd a Vas Megyei Főügyészségen volt ügyész. 1990–2002 között ügyvéd volt.

### Politikai pályafutása
1989 óta az MSZP tagja, 1990-től a Vas megyei elnökség tagja, majd elnökhelyettese. 1990-ben, 1994-ben és 2002-ben országgyűlési képviselő-jelölt (MSZP) volt. 1990–1994 között a Szociális Bizottság elnöke volt. 1994–2002 között a Bűnmegelőzési Bizottság elnöke volt. 2002–2010 között Szombathely polgármestere (MSZP-SZDSZ) volt. 2005–2014 között országgyűlési képviselő (Vas megye) volt. 2005–2006 között a rendészeti bizottság tagja volt. 2006–2008 között az önkormányzati és területfejlesztési bizottság tagja volt. 2008-tól a közbiztonsági bizottság elnöke. 2011-ben az MSZP szombathelyi elnöke lett. 2018. február-június között az MSZP Országos Etikai- és Egyeztető Bizottság elnöke volt. 2018 októberében az MSZP Választmányának elnökhelyettese lett. 2020. szeptembere óta az MSZP Vas megyei alelnöke.